# Cobbold-Kommission

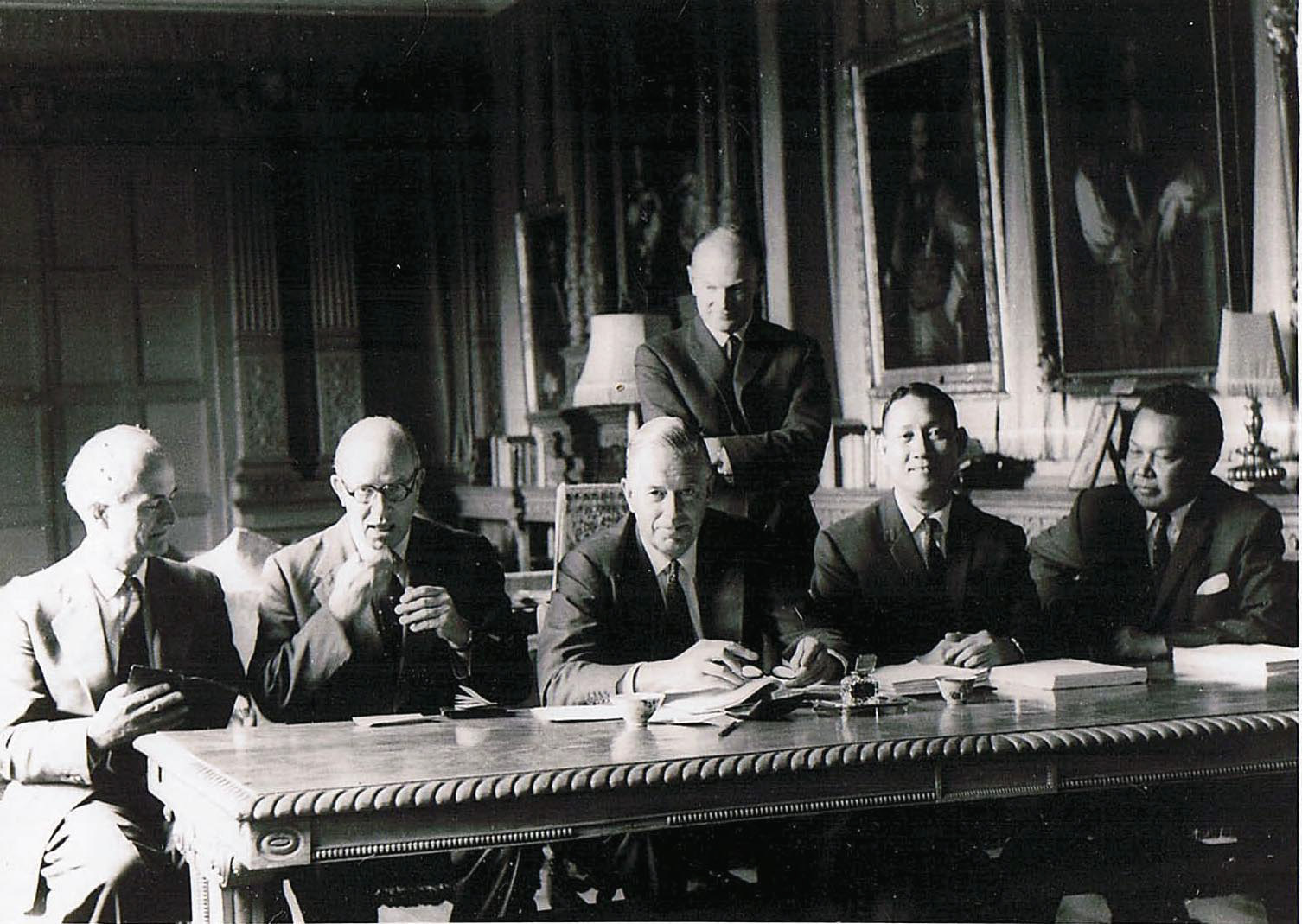
Die Kommission am 21. Juni 1962 bei der Unterzeichnung des Cobbold-Reports.
Von links nach rechts sitzend: Sir David Watherstone, H. Harris, Lord Cobbold, Dato' Wong Pow Nee, Mohammed Ghazali Shafie. Stehend: Lord Anthony Abell.

Die Cobbold-Kommission war eine Untersuchungskommission der britischen und malaiischen Regierungen zur Klärung der Frage, ob die britischen Kolonien Sarawak und Nord-Borneo dem geplanten neuen Staat Malaysia beizutreten wünschten oder nicht. Zu den weiteren Aufgaben gehörte die Ausarbeitung eines Entwurfs zur Verfassung von Malaysia.
Die Kommission wurde am 16. Januar 1962 ernannt, als Leiter wurde Lord Cobbold, bestimmt, der vorher Gouverneur der Bank of England gewesen war. Daneben waren folgende Personen tätig:
- Wong Pow Nee, Chefminister von Penang
- Mohammed Ghazali Shafie, Ständiger Sekretär im Außenministerium
- Anthony Abell, vormaliger Gouverneur von Sarawak
- David Watherston, vormaliger Generalsekretär von Malaya

Im Juli stellte die Kommission ihren Bericht fertig und übergab ihn am 1. August 1962. Die Ergebnisse lauteten:
- Der Staat Malaysia soll gebildet werden.
- Alle Partner sollten gleichberechtigt in die Union eingehen.

Bei der Abfassung waren sich die Gesandten beider Seiten in den meisten Punkten einig; in etlichen Bereichen – religiöse Angelegenheiten, Staatsoberhaupt, Justiz, öffentliche Einrichtungen, Bundesverfassung, Finanzen, Erziehung und Regionalisierung von Staatsdiensten – gab es jedoch Differenzen. Die größte Kontroverse war allerdings die Frage nach der richtigen Zeitspanne für die Restrukturierung der Verwaltung. Während die Briten eine Übergangszeit von 3 bis 7 Jahren vorschlugen, beharrten die malaiischen Gesandten auf einem schnellen Wechsel innerhalb von 12 Monaten.
Einige des besonders kontrovers diskutierten Punkte wurden deshalb aus der finalen Version des Reports gestrichen und veranlassten Lord Cobbold zu einer Reihe von Briefen an den britischen Premierminister Harold Macmillan, Tunku Abdul Rahman und den Staatssekretär für die Kolonien, Reginald Maudling, in denen er die gestrichenen Passagen ausführlich erläuterte.